# Palle Svensson
Palle Svensson (født 4. februar 1944) dr.scient.pol. og professor emeritus i statskundskab ved Aarhus Universitet fra 2001.
Han blev i 1972 cand.scient.pol. fra Aarhus Universitet og fra 1972-76 var han ansat som adjunkt ved Institut for Statskundskab og efterfølgende som lektor frem til 1999. Samme år blev han ansat som forskningsprofessor ved Institut for Ledelse, Politik og Filosofi ved Handelshøjskolen i København.
Palle Svenssons forskningsområde er institutionel forandring og demokratisering, som også var et centralt emne i hans doktordisputats fra 1996, "Demokratiets krise?", som handlede om, hvordan politiske institutioner fungerer og tilpasser sig.